# (1021) Flammario
(1021) Flammario est un astéroïde de la ceinture principale découvert le 11 mars 1924 par l'astronome allemand Max Wolf.
Sa désignation provisoire était 1924 RG. Il fut nommé en honneur de Camille Flammarion.